# Gajan (Gard)
Gajan ist eine französische Gemeinde mit 747 Einwohnern (Stand: 1. Januar 2022) im Département Gard in der Region Okzitanien. Sie gehört zum  Nîmes und zum Kanton Calvisson. Die Einwohner werden Gajanais genannt.

## Geografie
Gajan liegt 13 Kilometer nordwestlich des Stadtzentrums von Nîmes am Flüsschen Braune. Umgeben wird Gajan von den Nachbargemeinden La Rouvière im Norden und Osten, Nîmes im Südosten, Parignargues im Süden, Saint-Mamert-du-Gard im Südwesten, Fons im Westen sowie Saint-Bauzély im Nordwesten.

## Bevölkerungsentwicklung
| Jahr                       | 1962 | 1968 | 1975 | 1982 | 1990 | 1999 | 2006 | 2020 |
| -------------------------- | ---- | ---- | ---- | ---- | ---- | ---- | ---- | ---- |
| Einwohner                  | 247  | 247  | 247  | 314  | 459  | 633  | 645  | 723  |
| Quellen: Cassini und INSEE |      |      |      |      |      |      |      |      |

## Sehenswürdigkeiten
- Kirche Notre-Dame
- Pfarrhaus
- Reste der Burg Gajan
- Herrenhaus aus dem 14. Jahrhundert
- Reste der Befestigung aus dem 15. Jahrhundert
- Wassermühle

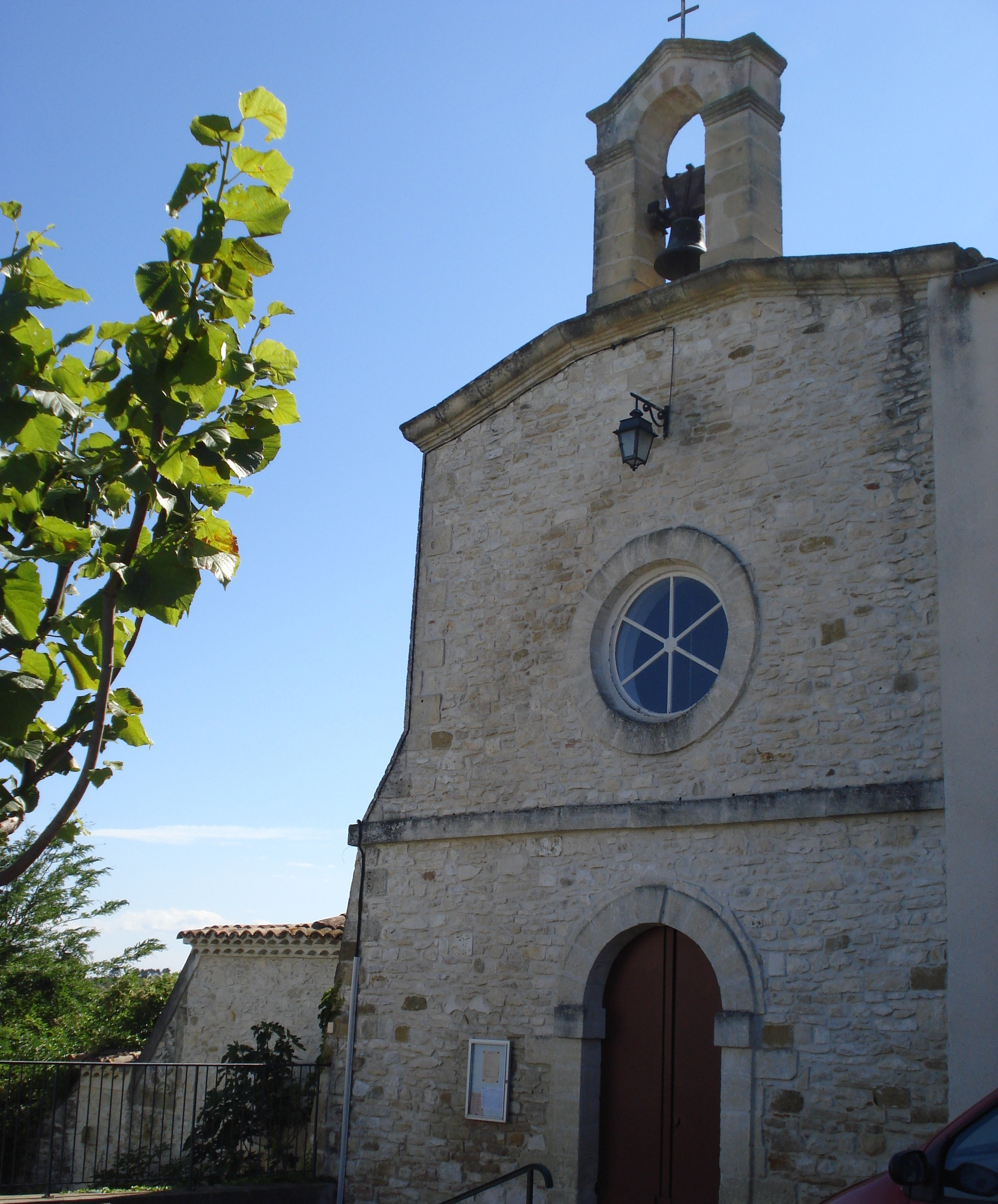
Kirche
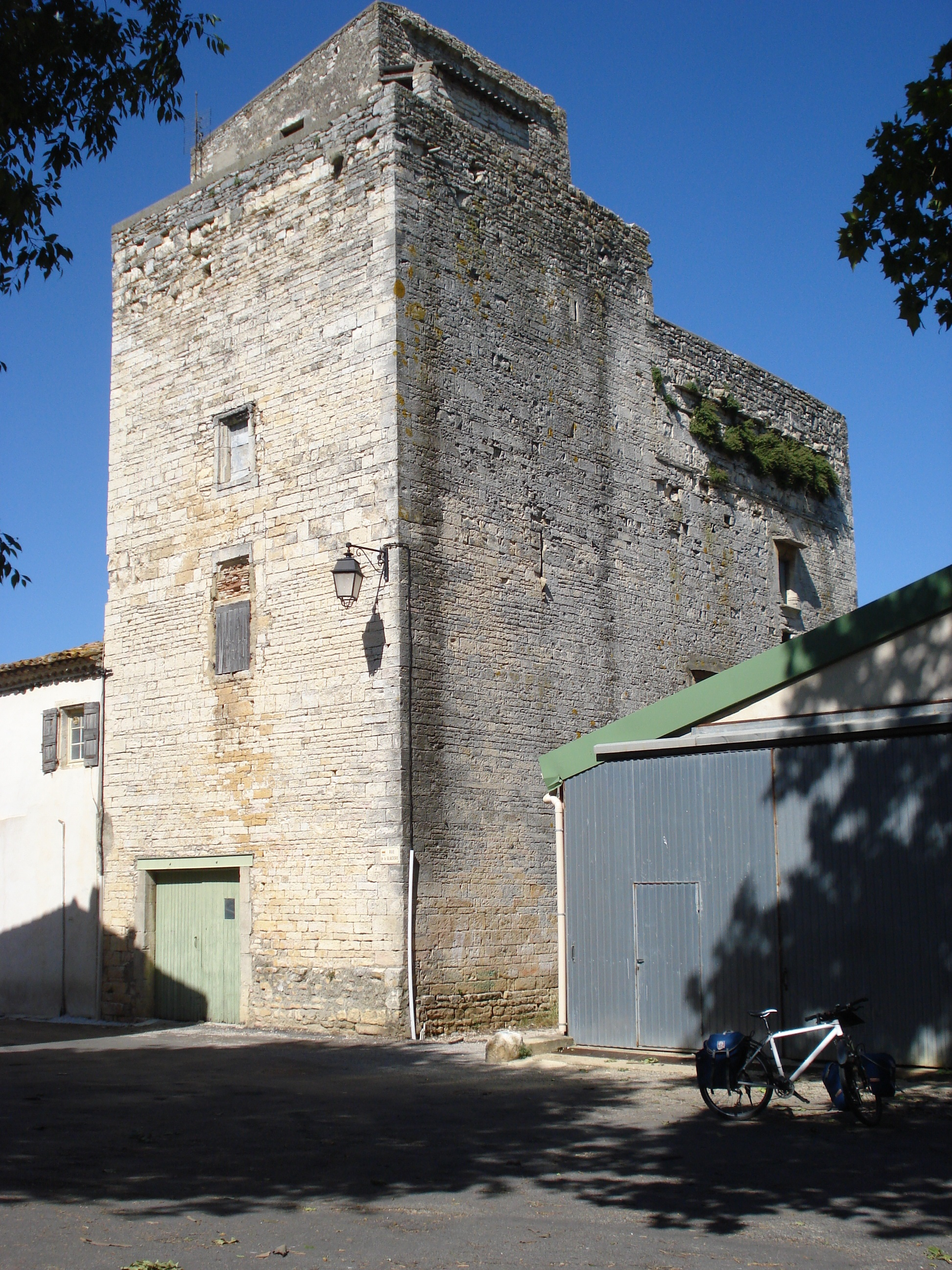
Reste der Burg Gajan
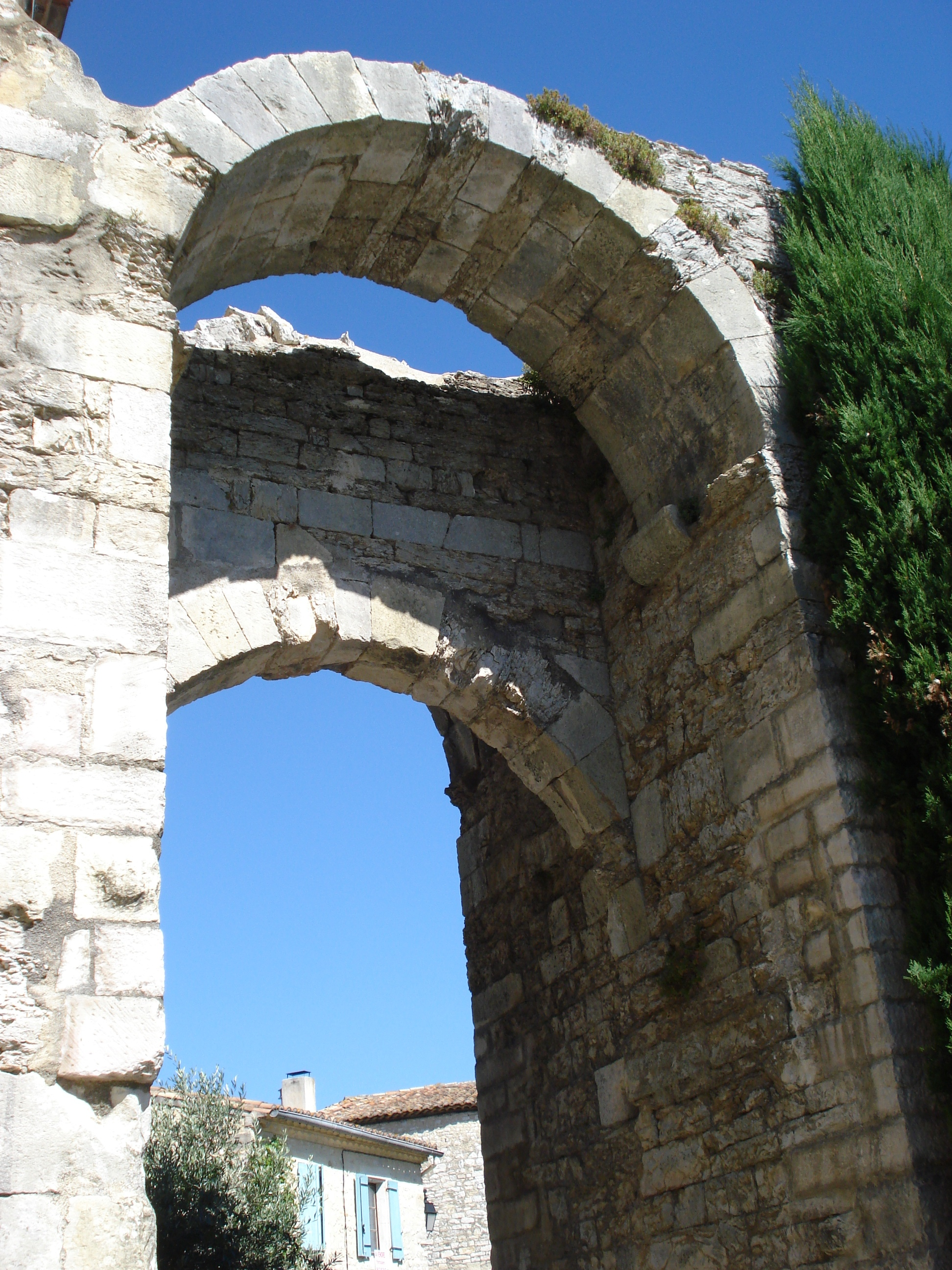
Reste der Befestigung (altes Tor)